# 村上英夫
村上英夫（1900年12月22日—1975年9月27日），號無羅，日本愛媛縣西條市人，身兼畫家、詩歌創作者、美術老師身分，於日治時期的臺灣多次入選參與官方美術展覽會，並加入栴檀社等東洋畫會的組織。二戰後返回愛媛縣，持續參與當地畫會活動，享年75歲。

## 生平

### 求學時期
村上英夫，1918年西條中學校畢業，1921年進入東京美術學校（今東京藝術大學）日本畫科，師事川合玉堂（1873-1957）、結城素明（1875-1957）。畢業製作為〈愛禽圖〉，現藏於東京藝術大學。1926年自該校畢業，隔年抵達臺灣。

### 來臺時期
抵達臺灣後，村上於1927年至1944年任職於基隆中學校、基隆高等女學校，陸續擔任囑託、教諭等職。任教期間指導學生美術創作，其指導學生小野郁子作品〈姊妹〉入選第一回臺灣美術展覽會（臺展）；亦為基隆高等女學校校友圖畫班指導老師。
在臺居住期間，村上擔任美術教師的同時也參與官方展覽臺展與府展，多次獲得特選以及取得無鑑查資格，成為日治時期東洋畫家的代表人物之一。入選官展的作品多以居住地基隆作為寫生對象，在官展展出的15件作品中，有明確地點的有10件，包含基隆地區風景4件，高雄風景3件、花蓮風景2件、中國東風景北1件。
除了參與官方美術展覽會之外，也加入畫會組織，如栴檀社、基隆亞細亞畫會、臺陽美術協會等。入選台展第二年，便於基隆公會堂舉辦個人展覽；戰爭期間為募資國防的獻金，村上無羅也有開辦個展的紀錄。在臺居住期間，村上無羅除了畫業有長足的發展外，也與臺灣仕紳交好，如基隆顏家。另外透過同為基隆女子高等學校的同事妹尾豐三郎（1898~1988）介紹，參加詩歌社團「あらたま」，將在台的生活與美術教育的感想藉由短歌進行創作，投稿至「あらたま」的會誌。

### 返日時期
1945年村上無羅返日，並於1948年至1957年任教於愛媛縣立三島第一高等學校（現愛媛縣立三島高等學校）、1952年至1957年亦於母校西条北高等學校任教。除了持續於地方發展美術教育外，村上無羅亦參加地方美術團體愛媛美術協會、愛媛縣美術會等。

## 畫風
村上無羅早期於台展之入選作品，以描繪基隆祭典或是基隆風景特色為主。如〈基隆燃放水燈圖〉、〈暖暖的春日〉、〈澳底之海〉、〈林泉廟丘〉等。同時，在描繪其他地點的風景時，無羅所選擇的地點，多與日治時期的建設事業和都市計劃密切相關，如〈南隆之朝〉、〈馬蘭社印象〉等。

### 臺、府展獲獎紀錄
1927年，第一回臺展東洋畫部〈基隆燃放水燈〉特選、〈七面鳥（火雞）〉入選。
1928年，第二回臺展東洋畫部〈逝秋〉無鑑查、〈澳底之海〉無鑑查。
1929年，第三回臺展東洋畫部〈暖暖的春日〉入選。
1930年，第四回臺展東洋畫部〈雨後〉、〈後庭〉入選。
1931年，第五回臺展東洋畫部〈南隆之朝〉入選。
1932年，第六回臺展東洋畫部〈林泉廟丘〉入選。
1933年，第七回臺展東洋畫部〈滿洲所見〉特選、朝日賞。
1934年，第八回臺展東洋畫部〈馬蘭社印象〉入選。
1935年，第九回臺展東洋畫部〈旗尾山〉特選、推薦。
1936年，第十回臺展東洋畫部〈南國海村〉入選。
1940年，第三回府展東洋畫部〈颱風餘波〉特選。
1941年，第四回府展東洋畫部〈八通關〉入選。